# August von Kotzebue
August Friedrich Ferdinand von Kotzebue (født 3. maj 1761 i Weimar, død 23. marts 1819 i Mannheim (myrdet)) var en tysk forfatter og dramatiker.
En af Kotzebues bøger blev brændt under Wartburg festivalen i 1817. Han blev i 1819 myrdet af den religiøse mystiker Karl Ludwig Sand, der tillige var et militant medlem af de tyske studentersammenslutninger, Burschenschaften. Mordet var den direkte anledning til, at Metternich udstedte Karlsbader-beslutningerne samme år, der opløste Burschenschaften og kraftigt indskrænkede friheden for pressen og universiteterne.
Han var en særdeles produktiv dramatiker, der skrev mere end 200 stykker. Hans popularitet på den europæiske teaterscene var uden fortilfælde og kan tilskrives et utilsløret instinkt for teatret, hvor hans teknik har øvet indflydelse på den moderne dramatik.